# Jegor Nikolajewitsch Feoktistow
Jegor Nikolajewitsch Feoktistow (russisch Егор Николаевич Феоктистов, englische Transkription: Egor Feoktistov; * 22. Juni 1993 in Belorezk, Baschkortostan, Russland) ist ein russischer Volleyballspieler. Er wurde 2017 mit dem russischen Team Europameister.

## Karriere
Bei der Sommer-Universiade 2015 in Gwangju gewann Feoktistow die Goldmedaille mit dem russischen Team und wurde im selben Jahr Jugendweltmeister (U23) in Dubai. Zwei Jahre später wurde er Europameister bei der Europameisterschaft 2017 in Polen.
Am 27. Oktober 2014 wurde ihm der Titel Internationaler Meister des Sports verliehen.